# Badowscy herbu Sas
Badowscy herbu Sas – polski ród szlachecki.
Gniazdem rodziny była prawdopodobnie wieś Badowo Nagórne położona w dawnym województwie skierniewickim obecnie w województwie mazowieckim, w powiecie żyrardowskim, w gminie Mszczonów. Źródła wspominają o żołnierzu Janie Badowskim w 1554 roku dziedzicu dóbr Koziorowce w starostwie barskim oraz również Janie który w 1793 roku posiadał majątek Radzanów. Akt kupna-sprzedaży tego majątku posłużył jego synowi Tadeuszowi Franciszkowi Antoniemu Badowskiemu do wylegitymowania się ze szlachectwa w 1840 roku z herbem Sas. Heroldya Królestwa Polskiego wydała dla Badowskich z tej rodziny dwa świadectwa — jedno o numerze 5700 dla Tadeusza Badowskiego, a drugie o numerze 5700a dla jego syna Jana Antoniego.
Badowscy herbu Sas byli również właścicielami lub współwłaścicielami majątków Sady (1735–1792), Bukówno (1789–1834), Radzanów (1793–1810), Rogolin (1796–1799), Bardzice (1801–1859), Odechowiec (1836–1859), Chomentów Szczygieł C (od 1860), Młodocin Mniejszy (1861–1865), Podmieście Regowskie (1908–1921).